# Jan Okoń
Jan Okoń (ur. 20 marca 1940 w Korczowie) – profesor zwyczajny (obecnie na emeryturze), badacz teatru i dawnej literatury.
Studiował filologię polską w Uniwersytecie Jagiellońskim. Po dalszej pracy naukowej na UJ (w latach 1968-1973 w Oddziale Starych Druków Biblioteki Jagiellońskiej) pracował w Akademii Pedagogicznej w Krakowie. W latach 1981–1985 prowadził lektorat języka polskiego w Università degli Studi w Mediolanie. Od października 1994 zatrudniony na Uniwersytecie Łódzkim, kierownik Katedry Literatury Staropolskiej i Nauk Pomocniczych do roku 2004. Pracował w UŁ do końca września 2010 roku. Następnie zatrudniony w Wyższej Szkole Europejskiej im. ks. Józefa Tischnera.
Jest autorem podstawowej monografii o teatrze jezuitów Dramat i teatr szkolny. Sceny jezuickie XVII wieku, a także opracowania edytorskiego twórczości Karola Wojtyły.

## Wybrane pozycje książkowe
- Dramat i teatr szkolny. Sceny jezuickie XVII wieku, Wrocław 1970, Ossolineum
- Historyja o chwalebnym Zmartwychwstaniu Pańskim, Wrocław 1971
- Dramaty eucharystyczne jezuitów. XVII wiek, Warszawa 1992, Pax
- Karol Wojtyła: Poezje i dramaty, Kraków 1979
- Samuel Twardowski: Nadobna Paskwalina, wyd. drugie zmienione, opracował Jan Okoń, Wrocław - Warszawa - Kraków - Gdańsk 1980, Zakład Narodowy Imienia Ossolińskich - Wydawnictwo
- Samuel Twardowski: Dafnis drzewem bobkowym, opracował Jan Okoń, Wrocław - Warszawa - Kraków - Gdańsk 1976, Zakład Narodowy Imienia Ossolińskich - Wydawnictwo
- Staropolskie pastorałki dramatyczne. Antologia, opracował Jan Okoń, Wrocław - Warszawa - Kraków - Gdańsk - Łódź 1989, Zakład Narodowy Imienia Ossolińskich - Wydawnictwo
- Wychowanie do społeczeństwa w teatrach szkolnych jezuitów w Rzeczypospolitej Obojga Narodów, Kraków 2018, Collegium Columbinum